# GLAMOROUS BEAT
『GLAMOROUS BEAT』（グラマラス ビート）は、加藤和樹の3枚目のアルバムである。

## 概要
- 初回限定CD+DVD盤・通常盤の2種類がある。初回限定のDVDにはメイキングを収録。

## 収録曲
1. メラメラ
作詞：BCON　作曲/編曲：大島賢治
2. EASY GO
作詞：BCON　作曲/編曲：大島賢治
3. Kiss In Heaven
作詞：森若香織　作曲：JEFF　編曲：大島賢治/JEFF
4. What Can Tonight
作詞：加藤和樹　作曲：森本祐二　編曲：大島賢治/森本祐二
5. APORIA
作詞/作曲：篠原太郎　編曲：大島賢治/篠原太郎
6. 星へ
作詞/作曲：加藤和樹　編曲：大島賢治
7. シュールなビートで眠りたい
作詞：Kenko-P　作曲/編曲：大島賢治
8. Hang Glider
作詞：森若香織　作曲：JEFF　編曲：大島賢治/JEFF
9. Say Good Bye
作詞：加藤和樹　作曲：田中明仁　編曲：大島賢治
10. Venom
作詞：松井五郎　作曲：田中明仁　編曲：大島賢治
11. Fighting Road-Glamourous Special Version- ※ししとう・斉藤ゆうすけとのデュエット
作詞：斉藤ゆうすけ　作曲/編曲：大島賢治